# Michelle Andrews
Michelle Andrews (Newcastle, 19 de noviembre de 1971) es una exjugadora australiana de hockey sobre césped.

## Trayectoria
Andrews tuvo su primera participación olímpica Atlanta 1996. En sus primeros Juegos Olímpicos derrotó en la final a Corea del Sur y ganó la medalla de oro.